# Otto Liebmann
Otto Liebmann, född 25 februari 1840, död 14 januari 1912 i Jena, var en tysk filosof, far till matematikern Heinrich Liebmann.
Liebmann, som sedan 1882 var professor i Jena, var en av sin tids främsta representanter för nykantianismen, till vilken han gav det energiska fältropet i sin ungdomsskrift Kant und die Epigonen (1865), där varje kapitel slutade med orden: "Alltså måste man återgå till Kant". Han såg den kantska filosofins grundsanning i påvisandet av att rum, tid och kategorierna är det mänskliga medvetandets funktioner och att subjekt och predikat är nödvändiga korrelat, men betecknade läran om "tinget i sig" som en främmande blodsdroppe i kriticismen, en rest av dogmatism. 
Själv sökte han i Zur Analysis der Wirklichkeit (1876; 3:e upplagan 1900) och Gedanken und Tatsachen (1882–1904, 4 band) grundlägga en kritisk metafysik, som framställer sina principer blott som de slutliga hypoteserna för verklighetens förklaring. Förhållandet mellan erfarenhet och teori behandlar han i Klimax der Theorien (1884), där han kallar de begrepp, som teorin måste skjuta in i erfarenhetsmaterialet för att göra detta begripligt, "interpolationer". Andra arbeten av Liebmann är Geist der Transscendentalphilosophie (1901), Grundriss der kritischen Metaphysik (samma år) och Trilogie des Pessimismus (1902).